# Joaquín Arias (baseball)
Pour les articles homonymes, voir Joaquín Arias.
Joaquín Árias (né le 21 septembre 1984 à Saint-Domingue, République dominicaine) est un ancien joueur de champ intérieur de la Ligue majeure de baseball.
Gagnant des Séries mondiales de 2012 et 2014 avec les Giants, Árias évolue au deuxième but, au troisième but et au poste d'arrêt-court.

## Carrière

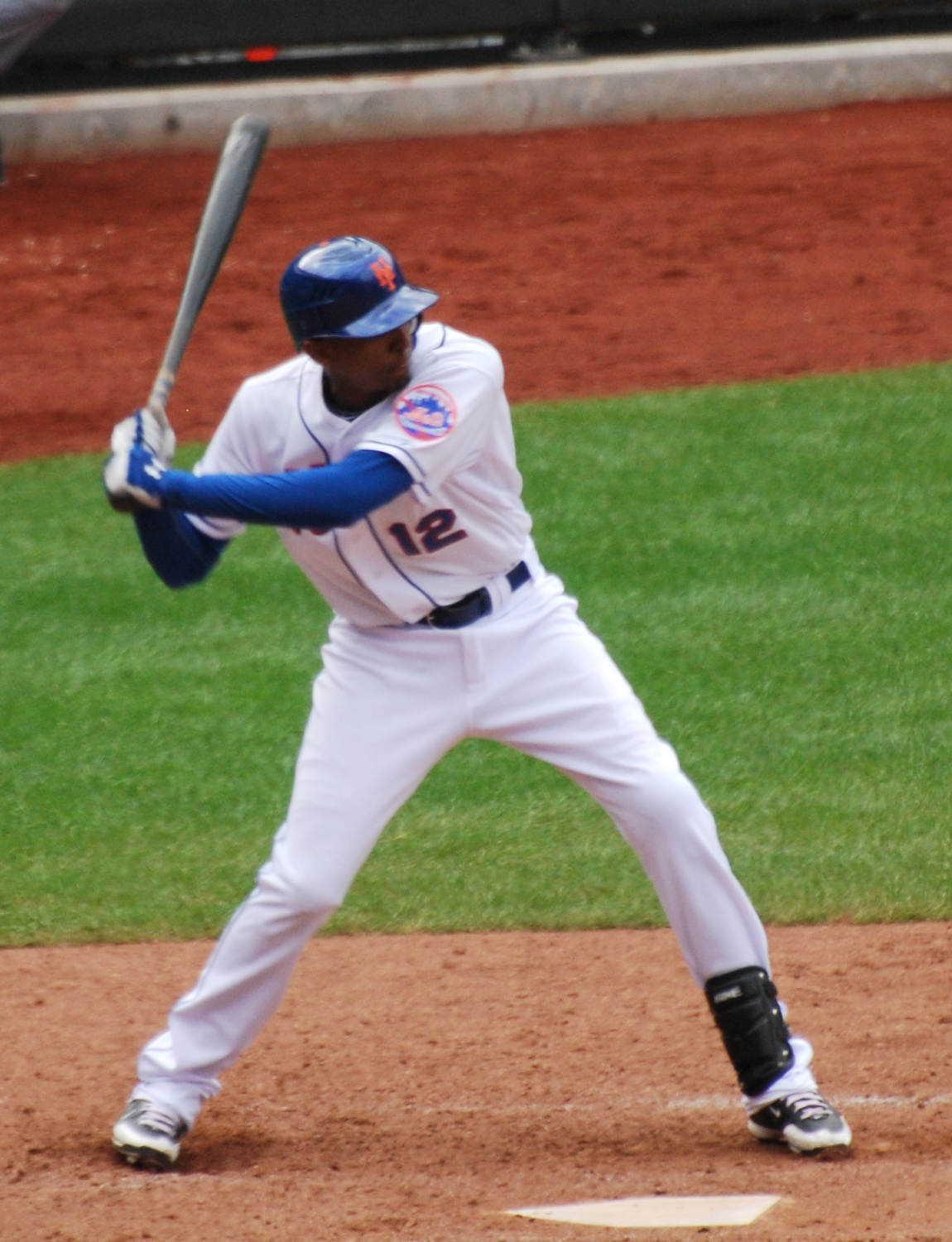
Joaquín Árias en 2010 avec les Mets de New York.

Joaquín Árias signe son premier contrat avec les Yankees de New York en 2001. Il s'aligne d'abord en ligues mineures dans l'organisation des Yankees, sans atteindre le niveau majeur. Le 23 avril 2004, Árias passe aux Rangers du Texas pour compléter la transaction du 16 février précédent dans laquelle Alex Rodriguez avait été échangé aux Yankees contre Alfonso Soriano. 
Árias fait ses débuts dans les majeures avec Texas le 13 septembre 2006. Il dispute six matchs en fin de saison, frappant six coups sûrs en seulement 11 présences au bâton. 
Durant le camp d'entraînement précédant la saison de baseball 2007, il se blesse à l'épaule droite. Comme résultat, il rate toute la saison et ne joue que trois parties dans les mineures. Longtemps considéré comme l'arrêt-court d'avenir des Rangers, les blessures récurrentes aux épaules subies par Árias ont ralenti considérablement sa progression. L'équipe texane l'a éventuellement muté au deuxième but, confiant à partir de la saison 2009 le poste d'arrêt-court à Elvis Andrus.
On revoit Árias avec les Rangers en 2008. En 32 parties, il présente une moyenne au bâton de ,291 et 10 de ses 32 coups sûrs sont pour plus d'un but.
Le joueur dominicain ne dispute que trois parties en fin de saison pour les Rangers en 2009, passant tout le reste de l'année avec le club-école de l'équipe, à Oklahoma City. Pendant la saison 2010, il partage avec Andrés Blanco le travail de joueur de deuxième but substitut à Ian Kinsler.
Le 31 août 2010, il est échangé aux Mets de New York en retour du voltigeur Jeff Francoeur. Il joue 22 matchs lors d'un bref passage pour les Mets, ne frappant que 6 coups sûrs. Il termine 2010 avec une moyenne au bâton de ,258 en 72 matchs joués pour Texas et New York.
Cédé au ballottage par les Mets, il est réclamé par les Royals de Kansas City le 4 novembre 2010 mais passe l'entière saison 2011 avec leur club-école d'Omaha.

### Giants de San Francisco
Il rejoint les Giants de San Francisco le 11 décembre 2011. Joueur réserviste pour les Giants, Arias joue plus de 100 matchs chaque année de 2012 à 2014. Il est souvent remplaçant en défensive en fin de match, parfois après une entrée comme frappeur suppléant. Il réussit des sommets personnels de 86 coups sûrs, 30 points marqués, 34 points produits, 5 circuits et 5 buts volés en 112 matchs joués en saison régulière 2012. Le 13 juin 2012, il récolte au troisième but une assistance en relayant au premier but pour le dernier retrait du 22e match parfait de l'histoire du baseball, celui réussi par son coéquipier Matt Cain contre les Astros de Houston,.
Avec San Francisco, il remporte la Série mondiale 2012 au cours de laquelle il apparaît dans chacun des 4 matchs contre les Tigers de Détroit comme substitut en défensive au troisième but. Dans ces éliminatoires, Arias frappe deux double et produit deux points dans le 4e match de la Série de divisions contre Cincinnati.